# Datation au plomb 210
La datation au plomb 210 est une méthode de radiodatation qui repose sur la radioactivité  de l'isotope 210 du plomb, dont la demi-vie est d'environ 20 ans,. Elle sert à déterminer des âges de l'ordre de quelques décennies, notamment en glaciologie et en œnologie. Elle peut aussi attester l'ancienneté d'objets métalliques qui contiennent du plomb. Elle peut donner des âges jusqu'à environ 150 ans.

## Cycle du plomb 210

### Origine

Chaîne de désintégration de l'uranium 238 faisant intervenir le radon 222 et le plomb 210.

Le plomb 210 est issu de la chaîne de désintégration de l'uranium 238 présent dans la croute terrestre. Au cours de celle-ci, il se forme du radon 222 qui se trouve à l'état gazeux et qui peut donc s'échapper dans l'atmosphère. Ayant une demi vie de 3,825 jours, le radon 222 se désintègre pour produire des isotopes dont la demi-vie est inférieure à la demi-heure, puis des isotopes de durées de vie plus longues : le plomb 210, puis le bismuth 210 (demi-vie d'environ 5 jours) et le polonium 210 (demi-vie d'environ 4 mois) qui donne finalement du plomb 206 stable.
Le radon étant un gaz rare, il ne prend part à aucune réaction chimique, et par conséquent tout le radon produit est rejeté dans l'atmosphère. Il est émis principalement par la surface des continents, et de manière négligeable par le radium 226 dissous dans l'eau de mer, ainsi que par l'activité volcanique. Son flux d'entrée dans l'atmosphère est donc régulier et on peut supposer que sa teneur dans l'atmosphère est stationnaire. La désintégration du radon atmosphérique est compensée par un flux d'entrée issu de la surface des continents et s'élevant à 0,72 atomes par seconde et par centimètre carré.

### Séjour du plomb 210 dans l'atmosphère
La durée de vie moyenne d'un atome de radon 222 étant d'environ 5,5 jours, sa désintégration se produit alors qu'il a déjà atteint l'atmosphère. Ses produits de désintégration sont tous des métaux et se fixent sur les aérosols. De plus, la demi-vie des produits de désintégration situés dans la chaîne entre le radon 222 et le plomb 210 est très inférieure à la durée du séjour d'un aérosol dans l'atmosphère (plusieurs jours) ; il s'ensuit que le plomb 210 produit l'est presque exclusivement dans l'atmosphère, où il se lie lui aussi à des aérosols de diamètres inférieurs à 1 µm. Ceux-ci ne retombent que marginalement au sol sans l'action des précipitations, du fait de leur faible taille.
Le plomb 210 produit dans la troposphère y séjourne environ une semaine, avant de retomber au sol sous l'effet des précipitations. Celui produit dans la stratosphère (environ 2 % du total) y séjourne environ un an avant de passer dans la troposphère.

### Présence du plomb 210 en surface
Après être envoyé au sol par les précipitations, le plomb 210 s'accumule dans les océans et dans le sol.

## Utilisation pour la datation

### Datation des couches de neige
Le plomb 210 présent dans une couche de neige est d'origine exclusivement atmosphérique. Par conséquent, dans le cas où la neige s'accumule sur plusieurs années, notamment en Antarctique, on peut déterminer l'âge {\displaystyle t} d'une couche de neige à une profondeur donnée, en comparant l'activité du plomb 210 à cette profondeur par rapport à celle en surface, grâce à la formule : {\displaystyle t=-{\frac {1}{\lambda _{Pb}}}\log \left({\frac {A_{p}}{A_{0}}}\right)}
où {\displaystyle A_{p}} est l'activité du plomb 210 mesurée dans l'échantillon de profondeur {\displaystyle p}, et {\displaystyle \lambda _{Pb}} est la constante radioactive du plomb 210.
Contrairement à la méthode de la datation par le tritium, celle du plomb 210 ne peut pas se fonder sur l'existence de pics de concentrations périodiques, ou de pics plus importants connus lors de certaines années, ce qui la rend davantage sujette à incertitude. De plus, la teneur en plomb 210 en surface n'est pas toujours la même. La teneur surfacique en plomb 210 a été confirmée lors d'un prélèvement à la station D 100 en Terre-Adélie, mais elle a été infirmée sur un prélèvement réalisé au Pôle Sud. Il n'est donc en général pas possible de dater un prélèvement de neige en se contentant de le comparer avec l'activité du plomb 210 en surface. Pour obtenir des résultats exploitables, il faut prélever une couche dont l'épaisseur correspond au moins à une trentaine d'années d'accumulation, afin que les variations de concentration en plomb 210 soient lissées.

### Calcul des vitesses de sédimentation
Lorsque les sédiments des fonds océaniques ne sont pas mélangés par les organismes vivant à ces profondeurs, par exemple dans les régions peu oxygénées, on peut mesurer la vitesse de sédimentation par la décroissance radioactive du plomb 210 apporté par l'eau de surface. De telles mesures ont permis d'estimer la vitesse de sédimentation dans le bassin de Santa Barbara à 0,4 cm/an.

### Datation du vin
Lorsque le plomb 210 quitte l'atmosphère sous l'action des précipitations, il se dépose en partie sur les plantes et notamment sur le raisin. Sur un vin rouge jeune, l'activité {\displaystyle A_{0}} du plomb 210 mesurée dans les vins d'Aquitaine est d'environ 0,1 Bq par litre. La teneur en plomb 210 du raisin étant peu dépendante de l'année, on peut donc obtenir l'âge du vin en considérant que le plomb 210 n'en disparait que par décroissance radioactive. L'âge {\displaystyle t} du vin s'obtient alors grâce à la formule :
{\displaystyle t=-{\frac {1}{\lambda _{Pb}}}\log \left({\frac {A_{t}}{A_{0}}}\right)}
où {\displaystyle A_{t}} est l'activité du plomb 210 mesurée dans l'échantillon à dater, et {\displaystyle \lambda _{Pb}} la constante radioactive du plomb 210. Cette méthode est peu adaptée aux vins jeunes à cause de l'incertitude sur {\displaystyle A_{0}}. Elle est en revanche plus précise pour des vieux millésimes, ce qui permet des mesures complémentaires de celles réalisées grâce au césium 137. En revanche, contrairement à ces dernières, la mesure du plomb 210 nécessite l'ouverture préalable de la bouteille.

### Expertise d'objets et peintures
La recherche de plomb 210 permet de distinguer un objet contenant du plomb ancien d'un objet fabriqué avec du plomb récent. La teneur en plomb 210 diminue par décroissance radioactive au fil du temps. Après quelques siècles, l'isotope radioactif devient indétectable ; mais la quantité initiale n'étant pas connue, il n'est pas possible de donner d'âge précis par cette méthode. Le plomb 210 est aussi utilisé pour expertiser les peintures utilisant du blanc de plomb.